# Cheval Bayard (géant d'Appels)
Pour les articles homonymes, voir Cheval Bayard.
Le cheval Bayard (en néerlandais : Peird van Appels ou Ros Appels) est un géant du cortège de l'Ommegang d'Appels. Traditionnellement, quatre enfants, qui représentent les quatre fils Aymon, montent sur le cheval.
Du sol à la partie la plus haute de la tête, le cheval Bayard d'Appels fait 4,95 m de haut.

## Galerie

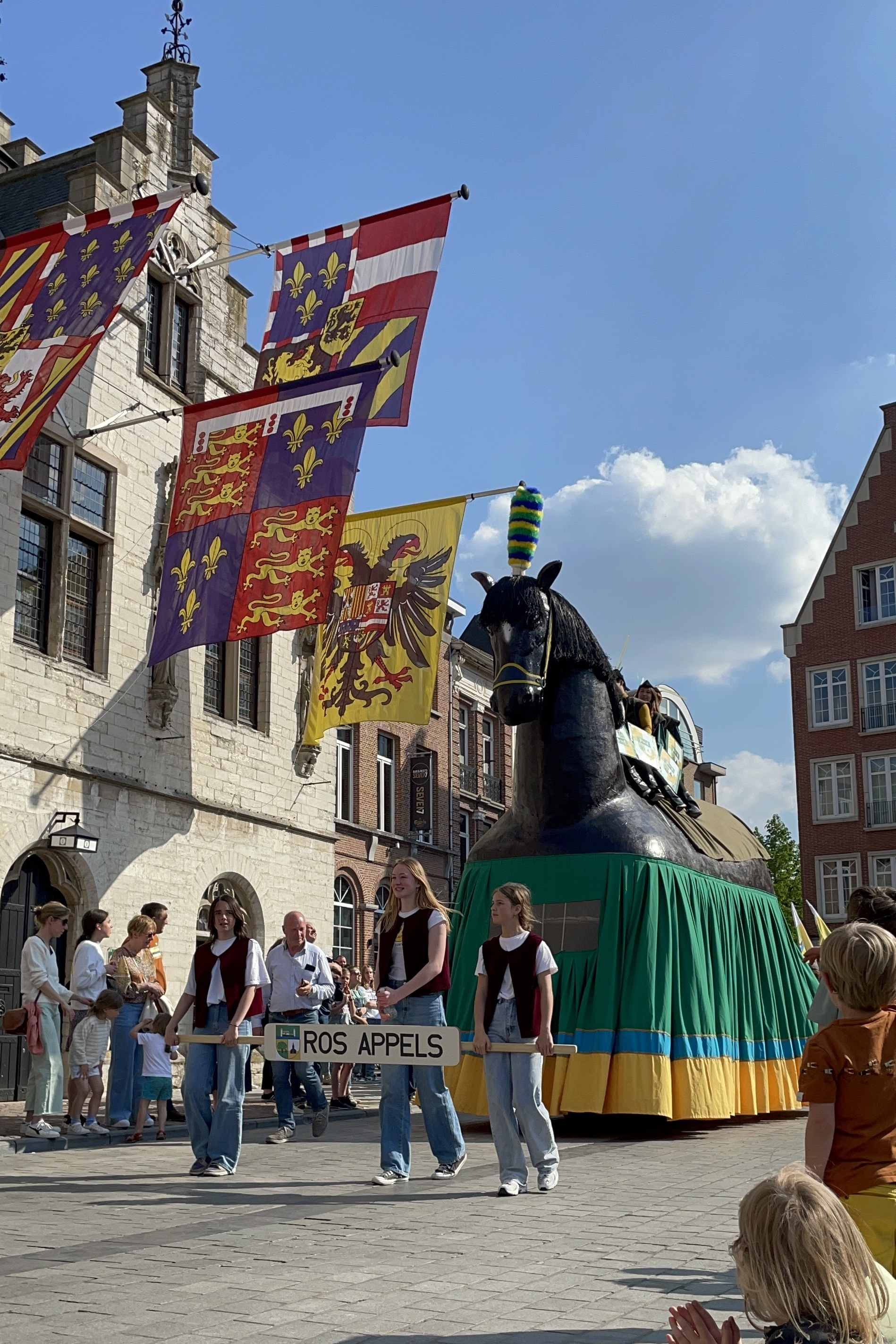
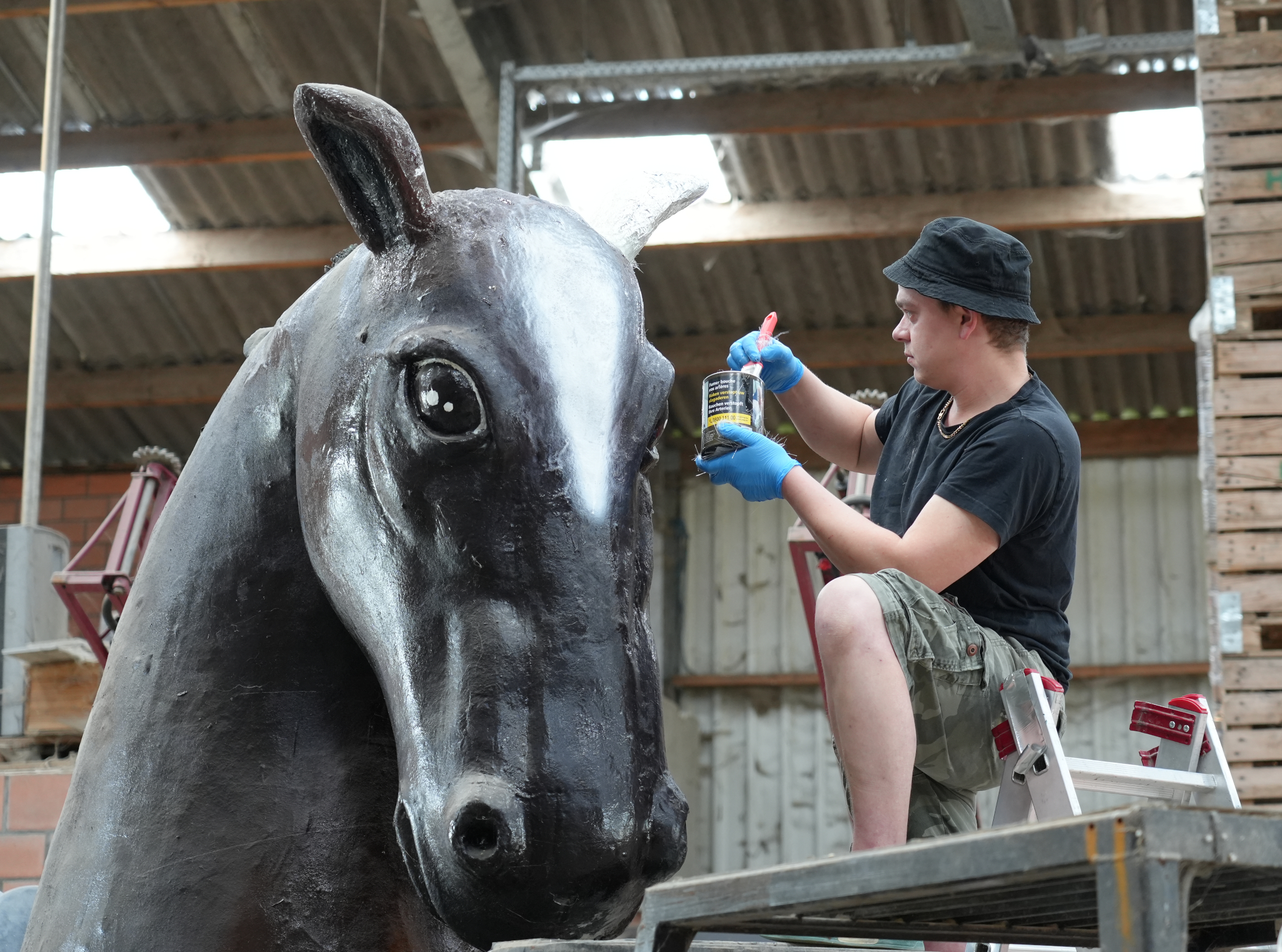
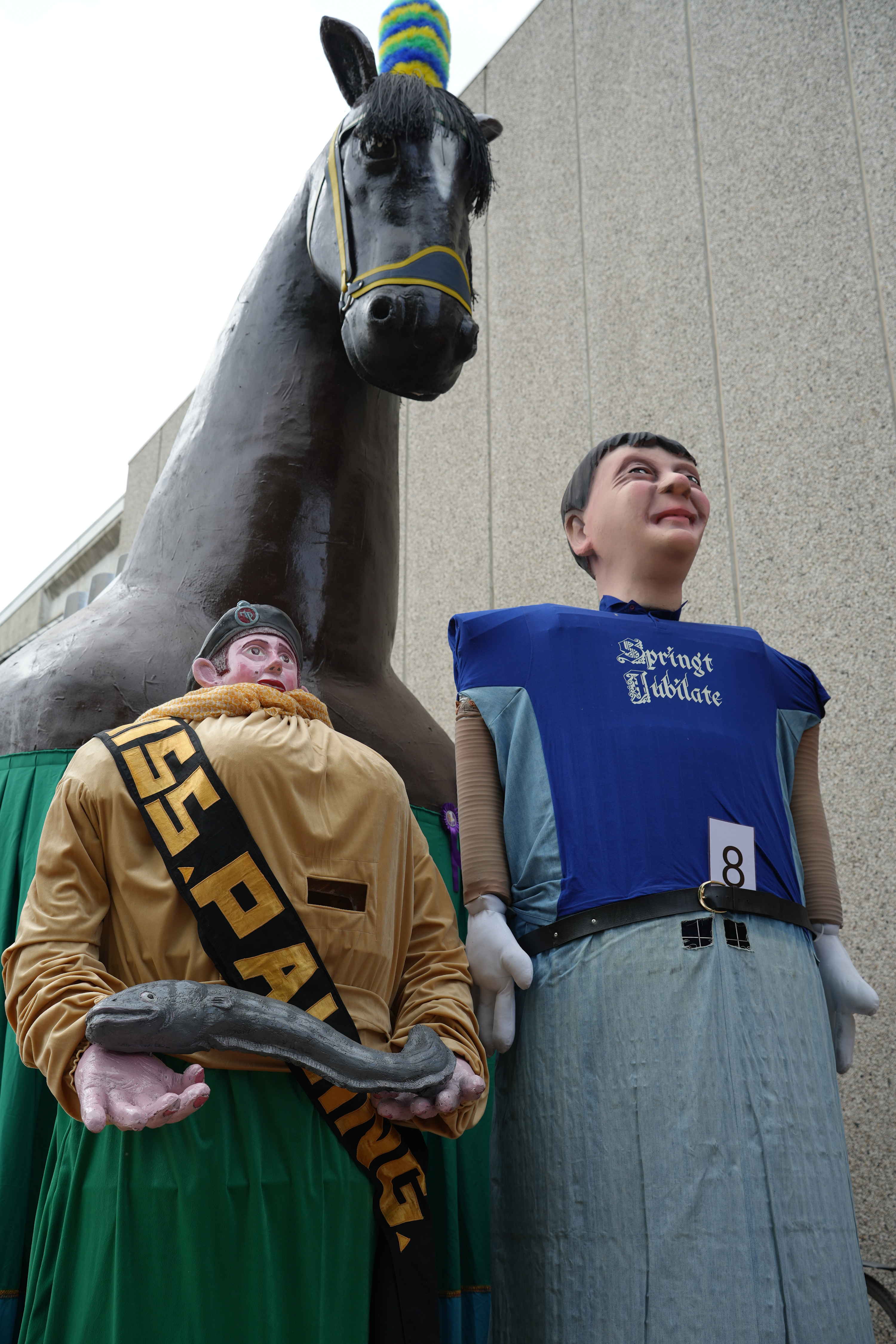